# 380
- Wikisource

| Calendário gregoriano                                                        | 380 CCCLXXX                     |
| Ab urbe condita                                                              | 1133                            |
| Calendário arménio                                                           | -172 – -171                     |
| Calendário bahá'í                                                            | -1464 – -1463                   |
| Calendário budista                                                           | 924                             |
| Calendário chinês                                                            | 3076 – 3077                     |
| Calendário copta                                                             | 96 – 97                         |
| Calendário etíope                                                            | 372 – 373                       |
| Calendários hindus - Vikram Samvat - Calendário nacional indiano - Cáli Iuga | 435 – 436 301 – 302 3480 – 3481 |
| Calendário Holoceno                                                          | 10380                           |
| Calendário islâmico                                                          | 250 BH – 249 BH                 |
| Calendário judaico                                                           | 4140 – 4141                     |
| Calendário persa                                                             | 242 BP – 241 BP                 |
| Calendário rúnico                                                            | 630                             |
| Calendário solar tailandês                                                   | 923                             |

380 (CCCLXXX, na numeração romana) foi um ano bissexto do século IV que começou numa quarta-feira, segundo o calendário juliano.  Segundo o horóscopo chinês, foi o ano do Dragão.
| Ano completo                          |
| ------------------------------------- |
| Ano bissexto com início à terça-feira |

## Eventos
- Repressão eclesiástica contra o priscilianismo. Durante o Primeiro Concilio de Saragoça foram tomadas medidas que conduziram à execução dos responsáveis.
- Teodósio I, oficializa o cristianismo como a religião oficial do Império Romano.